# Леффе
Леффе (італ. Leffe) — муніципалітет в Італії, у регіоні Ломбардія,  провінція Бергамо.
Леффе розташоване на відстані близько 490 км на північний захід від Рима, 70 км на північний схід від Мілана, 22 км на північний схід від Бергамо.

Населення — 4573 особи (2014).
Щорічний фестиваль відбувається 29 вересня. Покровитель — святий Архангел Михаїл.

## Демографія
Населення за роками:

Станом на 1 січня 2023 року в муніципалітеті офіційно проживали 304 іноземці з 36 країн, серед них 40 громадян країн Євросоюзу та 21 громадянин України.

## Сусідні муніципалітети
- Б'янцано
- Каццано-Сант'Андреа
- Чене
- Гандіно
- Пея